# Bistum Paneas
Koordinaten: 33° 14′ 47,3″ N, 35° 41′ 34,3″ O
Das Bistum Paneas, auch Bistum Banyas, ursprünglich Bistum Caesarea Philippi war ein frühchristlich-byzantinischer Bischofssitz in der antiken römischen Provinz Syria Phoenice, später in der Provinz Phoenice. Caesarea Philippi bzw. Paneas ist heute eine Ruinenstadt in der Nähe der Quelle des Banyas auf den israelisch besetzten Golanhöhen. Der frühchristlich-byzantinische Bischofssitz ging mit der arabischen Eroberung im 7. Jahrhundert unter. 1128 eroberten die Kreuzfahrer Paneas und richteten, nach zwischenzeitlichem Verlust der Stadt, 1140 einen neuen lateinischen Bischofssitz ein. 1162 wurde die Stadt erneut von den Muslimen erobert, 1176 konnten die Kreuzfahrer sie wieder zurückerobern. Nach der Schlacht von Hattin 1187 war die Stadt für das Königreich Jerusalem endgültig verloren und der Bischofssitz ging wieder unter.

## Geographie
Paneas bzw. das heutige Banyas liegt am südwestlichen Fuß des Hermongebirges, an der nördlichen Grenze der israelisch besetzten Golanhöhen an der Quelle des Banyas, einem der drei Quellflüsse des Jordan. Die Stadtstelle ist heute verlassen. Die Mauern schließen ein Rechteck mit Ruinen von etwa 270 × 280 m ein. Die Tore und Türme sind noch gut zu erkennen. Die Mauern stammen wahrscheinlich aber aus ayyubidischer oder mamlukischer Zeit. Der Standort der Kathedrale (Bischofskirche) ist bisher noch nicht lokalisiert.

## Geschichte
Paneas/Banyas war ein frühchristlich-byzantinischer Bischofssitz in der antiken römischen Provinz Syria Phoenice, die um 400 in die Provinzen Phoenice (Küste plus Libanongebirge) und Phoenice Libanensis (Antilibanon) unterteilt wurde. Die Stadt hieß damals Caesarea Philippi und wurde bei der Teilung der Provinz der neuen Provinz Phoenice zugeordnet. Das Bistum Caesarea Philippi (oder später Paneas) war ein Suffraganbistum des Metropolitansitzes Tyrus im Patriarchat von Antiochia. In Caesarea Philippi fasste das Christentum sehr früh Fuß. Der Apostel Paulus soll in Caesarea Philippi gepredigt haben. Um 53 soll ein gewisser Erastus erster Bischof in Caesarea Philippi gewesen sein. Der nächste, nun urkundlich nachgewiesene Bischof Philocalus nahm 325 am Ersten Konzil von Nicäa teil.

## Frühchristlich-byzantinische Bischöfe
Die Namen von folgenden frühchristlich-byzantinischen Bischöfen sind überliefert:
- um 53 Erastus[2][3][4]
- 325 Philocalus, er nahm am Ersten Konzil von Nicäa teil[2][3][4]
- 362/63 Martyrius, starb als Märtyrer in der Verfolgung unter Kaiser Julian[2][3][4]
- 381 Baratus, er nahm am Ersten Konzil von Konstantinopel teil[2][3][4]
- 451 Olympius, er nahm am Konzil von Chalcedon teil[2][3][4]

Der Bischofssitz ging nach der arabischen Eroberung 636/38 von Syrien zu einem nicht weiter zu datierenden Zeitpunkt unter. Zur Zeit der Ankunft der Kreuzfahrer existierte kein orthodoxer Bischofssitz mehr.
1128 wurde die Stadt, nun Paneas genannt, von den Kreuzfahrern erobert, ging aber schon 1132 wieder an die Muslime verloren. König Fulko konnte die Stadt 1140 wieder einnehmen. An der Belagerung der Stadt nahm auch der Erzbischof von Tyrus und spätere Patriarch von Jerusalem  Fulko von Angoulême teil. Noch im selben Jahr wurde auch ein lateinisches Bistum in Banyas eingerichtet. Der Bischof von Banyas/Paneas war ein Suffragan des Erzbischofs von Tyros, dem auch die Bistümer Beirut, Akkon und Sidon unterstanden. Das Erzbistum Tyrus war ein Metropolitansitz des Lateinischen Patriarchats von Jerusalem.
Am Himmelfahrtstag 1156 kam es in Jerusalem zu einer schwerwiegenden Verstimmung zwischen den Chorherren vom Ölberg und den Chorherren vom Heiligen Grab. Der damalige Patriarch von Jerusalem Fulko von Angoulême war abwesend auf einer Romreise, und die alljährliche Prozession aus Jerusalem heraus zum Ölberg wurde anstatt vom Patriarchen „nur“ vom Prior des Heiliggrabstifts angeführt. Bei der Himmelfahrtskirche auf dem Ölberg angekommen, verweigerten ihnen der Prior des Ölbergstiftes Aimericus und seine Chorherren den Zutritt zur Kirche, da der Patriarch nicht zugegen sei und der Prior kein Recht hätte in der Kirche zu predigen. Nach der Rückkehr des Patriarchen Fulko rief dieser eine Versammlung von Klerikern und Laien ein, die über den Vorfall berieten. Sie gaben dem Heiliggrabstift recht, der Prior hätte in der Himmelfahrtskirche in Abwesenheit des Patriarchen predigen dürfen. Die sechs namentlich aufgeführten Chorherren des Ölbergstiftes Guido, Bonicius, Johannes Berruier, Durandus, Odo und Zacharias zusammen mit ihrem Prior Aimericus mussten als Strafe und Buße barfüßig vom Ölberg zum Heiligen Grab pilgern. Aus Solidarität mit den Chorherren des Ölbergstifts und als Zeichen, dass sie mit dem harten Spruch des Patriarchen Fulko nicht einverstanden waren, zogen Erzbischof Peter von Tyrus und zwei seiner Suffragane, der Bischof Adam von Banyas und der Bischof Mainardus von Beirut gemeinsam mit den Chorherren des Ölbergstifts durch die Stadt Jerusalem.
1157 wurde die Stadt Banyas von Nur ad-Din kurzzeitig erobert und weitgehend zerstört. Die Garnison hatte sich in der Burg verschanzt, und Nur ad-Din zog sich nach der Zerstörung der Stadt wieder zurück, ohne die Burg anzugreifen. Die Schäden an Mauern und Gebäuden wurden in den folgenden Jahren ausgebessert. 1157 gab Humfried II. von Toron die Hälfte der Stadt dem Johanniterorden zu Lehen. Dies dürfte die Einnahmen des Bischofs bedeutend verringert haben, denn der Orden war exemt von kirchlichen Abgaben. 1164 wurde die Stadt schließlich doch von Nur ad-Din erobert. Nach Wilhelm von Tyrus soll ein Kanoniker namens Roger die Stadt an den Feind verraten haben. Bischof Johannes hielt sich damals nicht in der Stadt auf.
1169 reiste Friedrich, der Erzbischof von Tyrus zusammen mit seinem, inzwischen exilierten Suffragan, Bischof Johannes von Paneas/Banyas nach Rom, um dort um Hilfe für die fränkischen Staaten in der Levante zu bitten.
1176 konnte die Stadt von den Kreuzfahrer erneut eingenommen werden und ging dann 1187 nach der Niederlage des Königreichs Jerusalem in der Schlacht von Hattin endgültig in muslimische Hand über. Der Bischofssitz ging wieder unter. Der Titel eines Bischofs von Paneas wurde aber weiterhin vergeben (in partibus infidelium). In dieser Tradition steht das Titularbistum Paneade (unterdrückt um/nach 1888) und in dessen Folge das Titularbistum Caesarea Philippi (ab 1892) der römisch-katholischen Kirche.

## Bischöfe
- 1140 bis 1160 Adam von Acre, war vorher Archidiakon von Akkon[9][10]
- 1161 bis † 12. Oktober 1169 (oder 1170?) Johannes,[9] gestorben in Paris und in der dortigen Victor-Kirche beigesetzt
- 1255, 1256 NN., ein Bischof von Paneas am päpstlichen Hof, der Erzbischof Eudes von Rouen unterstützte den namentlich nicht genannten (Titular-)Bischof von Paneas[11]
- Petrus, (Titular-)Bischof von Paneas[12]
- Humbertus, (Titular-)Bischof von Paneas, Templer[13]